# Heqaib I.
Heqaib (I.) war Priestervorsteher und Bürgermeister von Elephantine in der 12. Dynastie. Er war der Sohn von Sarenput I. und ist in dessen Grab als Sohn und Nachfolger im Amt dargestellt. Aus dem Heiligtum des lokalen Ortsheiligen Heqaib stammen ein Schrein, eine Statue und eine Opfertafel, die Heqaib I. dort stiftete. Sein Grab konnte bisher nicht mit Sicherheit identifiziert werden. Heqaib I. amtierte wahrscheinlich nicht lange. Er mag in den letzten Regierungsjahren von Sesostris I. und/oder unter Amenemhet II. im Amt gewesen sein.